# Tereza Mellanová
Tereza Mellanová, v matrice Theresia Karolina Borom (22. listopadu 1863 Praha – 5. března 1950 Praha), byla česká pedagožka, spisovatelka, básnířka a publicistka.

## Život
Jejími rodiči byli Ferdinand Mellan, mistr krejčovský a odborný učitel (1830–1899) a Theresia Mellanová-Waniková (1828–1901). Sourozenci: Karl Mellan (29. 9. 1856), Ferdinand Mellan (1859–1937) průmyslník, ekonom a národohospodář, Bertha Mellanová (19. 2. 1861) učitelka, Ottocar Mellan (1866–1886), Božena Mellanová (1868–1884) a Cyril Mellan (1874–1898).
Tereza Mellanová byla učitelka – od roku 1882 působila na pražských školách. Psala beletrii a poezii pro děti. Básněmi a povídkami přispívala od roku 1885 do časopisů: Jarý věk, Budečské zahrady, Malý čtenář, Květy mládeže, České mládeži, Zlaté mládí, Besídka malých, Dětský máj, Mladá stráž; do almanachů: Kytice, Jitřenka, Koleda, Hvězdičky, Sedmikrásy. Jako publicistka psala do časopisů: Lumír, Máj, Ženský svět, Národní politika, Příloha Našim dětem. Bydlela v Praze III U Železné lávky 130.

## Dílo

### Básně "Malý čtenář"
- Jaro se usmívá: s. 110 r. 1887–1888
- Máš mne, matičko má, ráda?: s. 255, Přileť, vlaštovičko!: s. 210, Sestrám: s. 55, V sněhu: s. 152 – r. 1888–1889
- Andílek: s. 220, Bělka: s. 65, Hopy, hop!: S. 77, Krajina v zimě: s. 138, Lesní stezičky: s. 181, Na jaře: s. 225, Na štědrý den: s. 102, Padá, padá: s. 195, Padá snížek: s. 166, Pospěšte si: s. 67, Přijď, sv. Mikuláši: s. 91 – r. 1889–1890
- Chaloupka v zimě: s. 174, Leť!: s. 264, Na zdraví!: s 281, Ptáčkové již ztichli: s. 71, Zavál vítr: s. 99, Zvoní klekáníčko: s. 47 – r. 1890–1891
- Jehňátko: s. 196, Sladké hody: s. 146 – r. 1894–1895
- Prodavačka: s. 198 – r. 1895–1896
- Padej snížku: 108 – r. 1896–1897
- Andělíčku: s. 59, Bětuška: s. 290, S chutí do práce: 178, Vzdorovitá: s. 231 – r. 1897–1898
- Hlavička: s. 191, Za motýlkem: s. 262 – r. 1899–1900
- Čtenářka: s. 277 – r. 1902–1903
- Na jaře: s. 162 – r. 1906–1907
- Červánku: s. 261 – r. 1910–1911

### Verše
- Pampelišky – ilustroval Josef Wenig. Praha: Alexander Storch, 1905
- Maličkým: pro děti – Praha: A. Storch, 1922
- Šotkové: pro děti – Praha: A. Storch, 1922
- Zlaté prázdniny: pro děti – Praha: A. Storch, 1922

### Próza
- V den sv. Mikuláše: s. 98 – Malý čtenář: ročník 1890–1891
- Obrázky z prázdnin: povídky pro milou mládež – Praha: Alois Hynek, 1895
- Kvítek útěchy – 1896[2]
- Z dětského světa: drobné povídky – Praha: Alois Hynek, 1902
- Všudybylka: povídka pro dívky – s obrázky K. V. Muticha a Josefa Ulricha. Praha: Josef R. Vilímek, 1904; 1938 [ilustroval František Smatek]
- Pohádky – podle Grimmů a Bechsteina vypravuje Tereza Mellanová. Praha: A. Storch, 1906
- Z království maličkých: povídky – ilustroval Václav Náhlíček. Praha: A. Storch syn, 1924
- Z Naděnčina zápisníku – 1926[2]
- Pohádky od tatíčka – obrázky namaloval akademický malíř Josef Soukup. Praha: A. Storch, 1929
- Ze světa pohádek – obrázky namaloval akademický malíř J. Soukup. Praha: A. Storch, 1929
- Pohádky maminčina srdíčka – obrázky maloval akademický malíř Cyril Kotyšan. Praha: A. Storch syn, 1941

### Hudebniny
- Kostelní vložky 3. [hudebnina]: s průvodem varhan (neobligátním): pro potřebu škol obecných a měšťanských – složil Jaroslav Bradáč, Modlitba 1 (Pavla Maternová), Modlitba 2 (Tereza Mellanová). Plzeň: J. Bradáč, nákladem vlastním, 1909
- Zlaté maminky [hudebnina]: cyklus písní s průvodem piana: vydání pro nižší hlas – Václav Vilím. Řada 1. Josef Václav Sládek, Jan Neruda, Pavel Skřivan, Tereza Mellanová, Jan Urbánek, Josef Svatopluk Machar, Svatopluk Čech]. Praha: Vilím, 1935